# الحرب تحت الماء

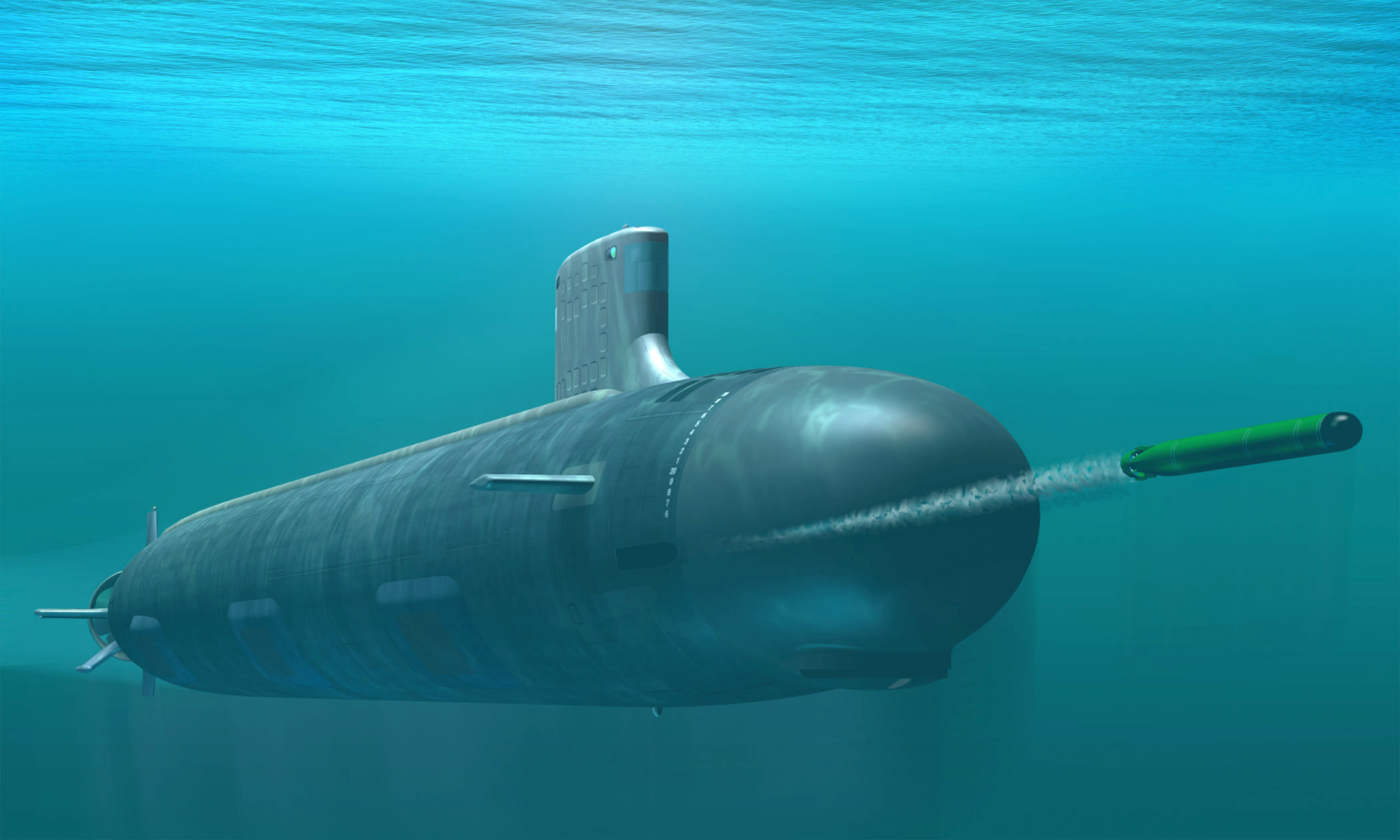
غواصة

الحرب تحت الماء هي واحدة من المناطق التشغيلية الثلاثة للحرب البحرية، والأخرى هي الحرب السطحية والحرب الجوية. يشير إلى القتال الذي يجري تحت الماء مثل:
- الأعمال التي تقوم بها غواصات، وحرب مضادة للغواصات، أي الحرب بين الغواصات، والغواصات الأخرى والسفن السطحية؛ قد تشارك الطائرات والمقاتلات والمروحيات أيضًا بإطلاقها قنابل الغطس الخاصة والطوربيدات - والصواريخ ضد الغواصات؛
- العمليات الخاصة تحت الماء، مع مراعاة: 
  - تخريب متعمد لسفن والموانئ .
  - تقنيات مكافحة الضفدع .
  - مهام الاستطلاع .